# Caspar Walter Rauh
Caspar Walter Rauh (* 13. Oktober 1912 in Würzburg; † 7. Oktober 1983 in Kulmbach) war ein deutscher Zeichner, Grafiker und Maler der Nachkriegszeit. Er gilt als Vertreter des Phantastischen Realismus.

## Leben
Rauhs Vater war Beamter, die Mutter bäuerlicher Herkunft. Die Familie zog nach Bayreuth, wo Rauh ab 1923 das Humanistische Gymnasium besuchte und sich 1926 der Wandervogel-Bewegung anschloss. Nach dem Abitur begann er 1932 ein Studium an der Kunstakademie Düsseldorf bei den Professoren Werner Heuser und Heinrich Nauen. Er bewunderte Kubin, Masereel und Cézanne. 1934/35 verbrachte er einige Monate in Amsterdam im Kreis ehemaliger Paul-Klee- und Bauhaus-Schüler. Ab 1936 setzte er sein Kunststudium an der Akademie Leipzig bei Walter Tiemann fort. Schon ein Jahr später zog er nach Berlin, wo er als Künstler tätig war und zugleich für eine Werbeagentur arbeitete. Das Berliner Adressbuch verzeichnete ihn als Maler 1943 in Charlottenburg, Reichsstraße 87. Das Gebäude wurde durch Bomben zerstört. In der Zeit des Nationalsozialismus war Rauh obligatorisch Mitglied der Reichskammer der bildenden Künste. Eine erste Ausstellung hatte er 1939 in der Berliner Galerie Zintl.
Im selben Jahr, unmittelbar im Anschluss an seine Heirat, wurde er Infanterist an der Front in Polen. Später brachte ihn der Krieg nach Frankreich und Russland, wo er als Kartenzeichner eingesetzt wurde. Gegen Ende des Kriegs geriet er in Gefangenschaft.
Von 1945 bis 1955 lebte Rauh unter schwierigen ökonomischen Bedingungen in dem oberfränkischen Dorf Himmelkron, wohin seine Familie während des Kriegs evakuiert worden war. Zur Sicherung seines Lebensunterhalts zeichnete Rauh die Häuser von Dorfbewohnern, wofür er oft in Naturalien bezahlt wurde. 1955 zog die inzwischen um einen Sohn und um eine Tochter erweiterte Familie nach Kulmbach, wo Rauh bis zu seinem Tod 1983 lebte. Seit 1958 war er Mitglied der belgischen Künstlergruppe Fantasmagie, der Vertreter des Phantastischen Realismus aus ganz Europa angehören. Er beteiligte sich regelmäßig an den Ausstellungen der Gruppe wie auch an anderen Gruppenausstellungen. Auch in Einzelausstellungen wurde sein Werk immer wieder gezeigt. 1971 erhielt er den Kulturpreis der oberfränkischen Wirtschaft. Caspar Walter Rauh starb am 7. Oktober 1983 in Kulmbach.

## Werk

### Federzeichnung und Radierung
Bereits während des Krieges entstanden kleinformatige Federzeichnungen, die sich einer „phantastischen“ und symbolträchtigen Bildsprache bedienen. Die Schrecken des Krieges bestimmten auch Rauhs künstlerische Produktion der Nachkriegszeit. 1947 erschien zunächst eine Mappe mit 16 Federzeichnungen, sodann – in einer Auflage von 10.000 Exemplaren – der Band Niemandsland, der 48 jeweils von Kurztexten begleitete Federzeichnungen enthält. Darin entwickelte Rauh eine dem Surrealismus und der Phantastischen Malerei verpflichtete Bildsprache, die es erlaubt, den Krieg als Apokalypse erscheinen zu lassen, deren Ergebnis ein Niemandsland ist, in dem die abendländischen Werte ihre Geltung verloren haben.
Nahezu gleichzeitig konzipierte Rauh ein weiteres Projekt mit dem Titel Traumland. Dieser Band wurde allerdings erst 1993 aus dem Nachlass herausgegeben. Im Unterschied zu Niemandsland sind die Federzeichnungen in Traumland durchwegs koloriert. Der Band, von Rauh selbst beschrieben als Versuch, „sich träumend über die Misere zu erheben, sich eine eigene Welt zu bauen – einen Zaubergarten“, steht im Zeichen des Humors, des Skurrilen, der Idylle. Damit zeichnet sich bereits in dieser Schaffensphase eine Spannung ab, die bestimmend für die weitere Entwicklung von Rauhs Werk wurde: die Spannung zwischen der schonungslosen Darstellung von Barbarei und Zerstörung zum einen und der Lust am Wunderlichen, an Ironie und Karikatur zum anderen.
Nach einer kurzen Phase zu Beginn der fünfziger Jahre, in der Rauh abstrakte Kompositionen schuf (meist in Mischtechnik), konzentrierte Rauh sich wieder auf einen zwischen Grauen und Humor oszillierenden Phantastischen Realismus. Obwohl zunehmend auch Werke in größeren Formaten entstanden, bildeten weiterhin kleinformatige Federzeichnungen und vor allem Radierungen das Zentrum der künstlerischen Produktion. Ab 1958 erschienen regelmäßig Mappen mit Radierungen, die Rauh selbst druckte und im Selbstverlag vermarktete.

### Aquarelle
Einen zweiten Arbeitsschwerpunkt bildeten Aquarelle mit Federzeichnungen, die Rauh seit den fünfziger Jahren, verstärkt aber nach 1970 anfertigte. Dabei handelt es sich fast ausschließlich um Landschaften, wobei das Spektrum von Skizzen „realer“ Landschaften bis hin zu imaginären Szenarien reicht, in denen wuchernde „surreale“ Gebilde dominieren.

### Illustrationen literarischer Werke
Ein drittes Betätigungsfeld erschloss sich Rauh als Illustrator literarischer Texte. Seine Affinität zu den Klassikern der Phantastischen Literatur fand ihren Niederschlag in Illustrationen zu Werken Edgar Allan Poes, Jean Pauls und E.T.A. Hoffmanns. Daneben arbeitete Rauh aber auch im Bereich des Kinderbuchs und stattete drei der Borgmännchen-Bände von Mary Norton mit Federzeichnungen aus; außerdem entstanden zahlreiche Arbeiten zu Motiven Grimmscher und anderer Märchen.

### Schriftstellerische Arbeiten: Märchen
Rauhs Faszination für Märchen ist auch durch seine eigene literarische Produktion belegt. Zwischen 1950 und 1955 verfasste er 33 kurze Märchentexte, die vom Bayerischen Rundfunk gesendet und von verschiedenen Tageszeitungen gedruckt wurden.

### „Kunst am Bau“
Vorrangig zur Sicherung des Lebensunterhalts nahm Rauh diverse Aufträge zur Gestaltung von großflächigen Glasmosaiken an. Seine „Kunst am Bau“ ist vor allem im Raum Kulmbach/Bayreuth zu finden. Bekanntes Beispiel ist ein Transformatorenhäuschen, das Tiere der afrikanischen Savanne zeigt (Standort: Kulmbach, Am Schießgraben). In seiner autobiographischen Skizze Curriculum Vitae bezeichnet Rauh diese Auftragsarbeiten als „unbefriedigend“.

### Nachlass
Rauhs Nachlass, eine umfangreiche Sammlung von Zeichnungen, Druckgraphiken, Gemälden und der gesamte Werkstattkomplex befinden sich als Dauerleihgabe der Oberfrankenstiftung im Kunstmuseum Bayreuth.

## Veröffentlichungen (Auswahl)
- Caspar Walter Rauh. Mappe mit 16 Federzeichnungen. München 1947.
- Niemandsland. Bildband mit 48 Federzeichnungen. München 1947.
- Curriculum. Mappe mit 16 Radierungen. Kulmbach 1958 (Selbstverlag).
- Fische über Land gehend. Mappe mit 10 Radierungen. Kulmbach 1970 (Selbstverlag).
- Zehn Mondgesänge. Mappe mit 10 Radierungen. Kulmbach 1973 (Selbstverlag).
- Die Schneckenfrau erinnert sich. Mappe mit vier Radierungen. Rottendorf 1974.
- Irgendwo und nirgends. Mappe mit 10 Radierungen. Kulmbach 1978 (Selbstverlag).
- Einsame Tage. Mappe mit 5 Radierungen. Kulmbach 1983 (Selbstverlag).
- Schwierige Verzauberung. Phantasiestücke von C.W. Rauh. Hg. v. Wolfram Benda. Bayreuth 1987.
- Traumland. Niemandsland. 2 Bände. Bayreuth 1993.

## Illustrationen
- Mary Norton: Die Borgmännchen. Mit 34 Federzeichnungen. Freiburg, Basel, Wien 1955.
- Mary Norton: Die Borgmännchen in Busch und Feld. Mit 30 Federzeichnungen. Freiburg, Basel, Wien 1957.
- Mary Norton: Die Borgmännchen zu Schiff. Mit 34 Federzeichnungen. Freiburg, Basel, Wien 1962.
- E.A. Poe: Die Morde in der Rue Morgue. Mit 28 Federzeichnungen. Stuttgart 1976.
- Jean Paul: Des Luftschiffers Giannozzo Seebuch. Mit vier Radierungen. Bayreuth 1980.
- E.T.A. Hoffmann: Signor Formica. Mit drei Radierungen. Bayreuth 1981.

## Musikalische Rezeption
- Horst Lohse: Vogeldenkmal in Auflösung (1993) für Flöte und Klavier (in memoriam Caspar Walter Rauh)
- Horst Lohse: AllerleiRauh (2000). 6 Fantasiestücke für Violine und Klavier, nach Blättern aus dem Radierungs-Zyklus Curriculum (1958) von Caspar Walter Rauh

1. Streitbare Vögel – 2. Den rechten Ton finden – 3. Im Gebüsch – 4. Spiel in der Uhr – 5. Verwehtes Blatt – 6. Unter einem Hut
- Horst Lohse: Fischgesänge (2012/13) für Rezitation und Gitarre. Texte: Ingo Cesaro, nach Bildern aus dem Radierungs-Zyklus Fische über Land gehend (1970) von Caspar Walter Rauh

1. Nächtliches Bad – 2. Hilfe für den Schwachen – 3. Übermütige Fische – 4. Turm der Fische – 5. Eilige Rückkehr – 6. Trauriges Ende – 7. So tief geritzt
- Horst Lohse: Tree Stories (2019) für Rezitation, Gitarre und Klavier. Texte: Ursula Shields-Huemer, nach Radierungen von Caspar Walter Rauh

1. Dreaming Tree – 2. Tree Stove – 3. Drunk

## Teilnahme an Ausstellungen in der Zeit des Nationalsozialismus
- 1940: Berlin, Gästehaus der Reichsfrauenführung („Werke im Feld stehender Berliner Künstler“)
- 1942: Kiel, Kunsthalle Kiel („Gäste aus der Reichshauptstadt“)